# Albert Guðmundsson (Fußballspieler, 1997)
Albert Guðmundsson  (* 15. Juni 1997 in Reykjavík) ist ein isländischer Fußballspieler. Der Stürmer steht bei CFC Genua unter Vertrag ist aktuell an den AC Florenz ausgeliehen. 

## Karriere

### Vereine
In der Jugend war Albert zunächst bei KR Reykjavík aktiv. 2013 verließ er den Klub zum SC Heerenveen. Dort spielte er in der Jugend und empfahl sich für die isländische U-17-Auswahl. 2015 wechselte er zur zweiten Mannschaft der PSV Eindhoven und stieg im Juli 2017 zu den Profis auf. Im August 2018 wurde Albert von AZ Alkmaar verpflichtet. Sein Vertrag lief bis 2022. Ende Januar 2022 wechselte Albert in die italienische Serie A zu Genua und unterschrieb einen Vertrag mit einer Laufzeit bis zum 30. Juni 2026. 
Zur Spielzeit 2024/25 wechselte Gudmunsson innerhalb der Serie A zum AC Florenz per Leihe mit anschließender Kaufpflicht.

### Nationalmannschaft
Im Zeitraum von 2012 bis 2015 kam er für die Nachwuchsnationalmannschaften des KSÍ in den Altersklassen U16 bis U19 in insgesamt 23 Länderspielen zum Einsatz, in denen er acht Tore erzielte.
Von 2015 bis 2018 bestritt er 15 Länderspiele für die U21-Nationalmannschaft, in denen ihm sechs Tore gelangen. Sein Debüt für die A-Nationalmannschaft gab er am 10. Januar 2017 in Nanning beim 2:0-Sieg über die Nationalmannschaft Chinas während des Einladungsturniers um den China Cup. In Jakarta gelangen ihm beim 4:1-Sieg im Freundschaftsspiel gegen die Nationalmannschaft Indonesiens seine ersten drei Länderspieltore.
Mit der Nationalmannschaft nahm er an der vom 14. Juni bis zum 15. Juli 2018 in Frankreich ausgetragenen Weltmeisterschaft teil und bestritt lediglich das dritte Spiel der Gruppe D mit Einwechslung für Alfreð Finnbogason in der 85. Minute. Als letztplatzierte Mannschaft schied sie vorzeitig aus dem Turnier aus.

## Erfolge
- Finalist China Cup 2017